# Песочное (Правдинский район)
Песочное — поселок в Правдинском районе Калининградской области.

## География
Находится в южной части Калининградской области на расстоянии приблизительно 8 км на восток-северо-восток по прямой от административного центра района города Правдинск.

## История
Населенный пункт назывался Альтхоф до 1947 года. В составе Правдинского района с 2006 по 2015 год входил в Правдинское городское поселение.

## Население
Численность населения: 219 человек (1910 год), 230 (1939), 105 (русские 63 %) в 2002 году, 77 в 2010.